# Phare de Huvudskär
Le phare de Huvudskär est un phare situé dans l’archipel de Huvudskär dans le comté de Stockholm en Suède.

## Description
Ce phare, construit en 1931, est une tour cylindrique de 16 m de haut, avec galerie et lanterne. La tour est peinte en blanc avec une bande  horizontale noire. Il émet, à une hauteur focale de 26 m, deux éclats blancs toutes les 25 secondes. Sa portée nominale est de 12 milles marins (environ 22 km). Il est automatisé depuis sa mise en service.
Identifiant : ARLHS : SWE-202 ; SV-3250 - Amirauté : C6576 - NGA : 9040 .

## Caractéristique dufeu maritime
Fréquence : 25 secondes (W-W)
- Lumière : 4 secondes
- Obscurité : 4 secondes
- Lumière : 1 seconde
- Obscurité : 16 secondes

|          |
| Le phare |

|            |
| La station |